# Andreas Nekam
Andreas Nekam ist ein ehemaliger österreichischer Fußballspieler.

## Karriere

### Vereine
Nekam spielte von 1961 bis 1969 und in der Saison 1970/71 in der Regionalliga Ost, die Saison 1969/70 – Abstieg bedingt – in der Wiener Liga ausschließlich für den FS Elektra Wien. Mit Platz 2 am Saisonende 1962/63 und Platz 3 am Saisonende 1965/66 erzielte er mit seiner Mannschaft das beste Ergebnis. Am 9. September 1961 debütierte er im Wettbewerb um den ÖFB-Cup; das Erstrundenspiel beim ASV Siegendorf wurde mit 0:2 verloren. Auch am 20. August 1966 war nach dem Erstrundenspiel, bei der 0:1-Niederlage beim SV Austria Salzburg, der Wettbewerb für ihn und seine Mannschaft vorzeitig beendet. 

### Nationalmannschaft
Nekam kam 1967 für die Amateurnationalmannschaft im Wettbewerb um den UEFA Amateur Cup zum Einsatz, an dessen Ende der Pokalgewinn stand. Am 18. Juni gehörte er der Finalmannschaft an, die in Palma mit 2:1 über die Amateurnationalmannschaft Schottlands gewann.

## Erfolge
- Europameister der Amateure 1967
- Meister Wiener Liga 1970 und Aufstieg in die Regionalliga Ost